# Cephaloziella varians
Cephaloziella varians là một loài rêu tản trong họ Cephaloziellaceae. Loài này được (Gottsche) Stephani miêu tả khoa học lần đầu tiên năm 1901.